# Pierre Scize (Lyon)
La Pierre Scize est un quartier du 5e arrondissement de la ville de Lyon, situé dans le Vieux Lyon.

## Les origines
À l'époque romaine, on fit tailler le rocher de Thune, qui formait une avancée dans la Saône,  afin d'aménager une voie sur la rive droite de la rivière. Ainsi le lieu fut-il appelé petra incisa, soit en français « pierre encize » ou « pierre scize ».

## Le château
À partir du XIe siècle, le rocher accueille un château médiéval qui devient la demeure de l'archevêque de Lyon. Cette forteresse existe jusqu'en 1793.

## La porte
Au bas de la colline, le long de la Saône, l'accès au château était gardé par la porte de Pierre Scize, qui ouvrait sur un long escalier taillé dans le roc. 
Selon la coutume, c'est par la porte de Pierre Scize que les rois de France entraient dans leur bonne ville de Lyon depuis le rattachement de Lyon au royaume de France le 10 avril 1312. 

## Le quai

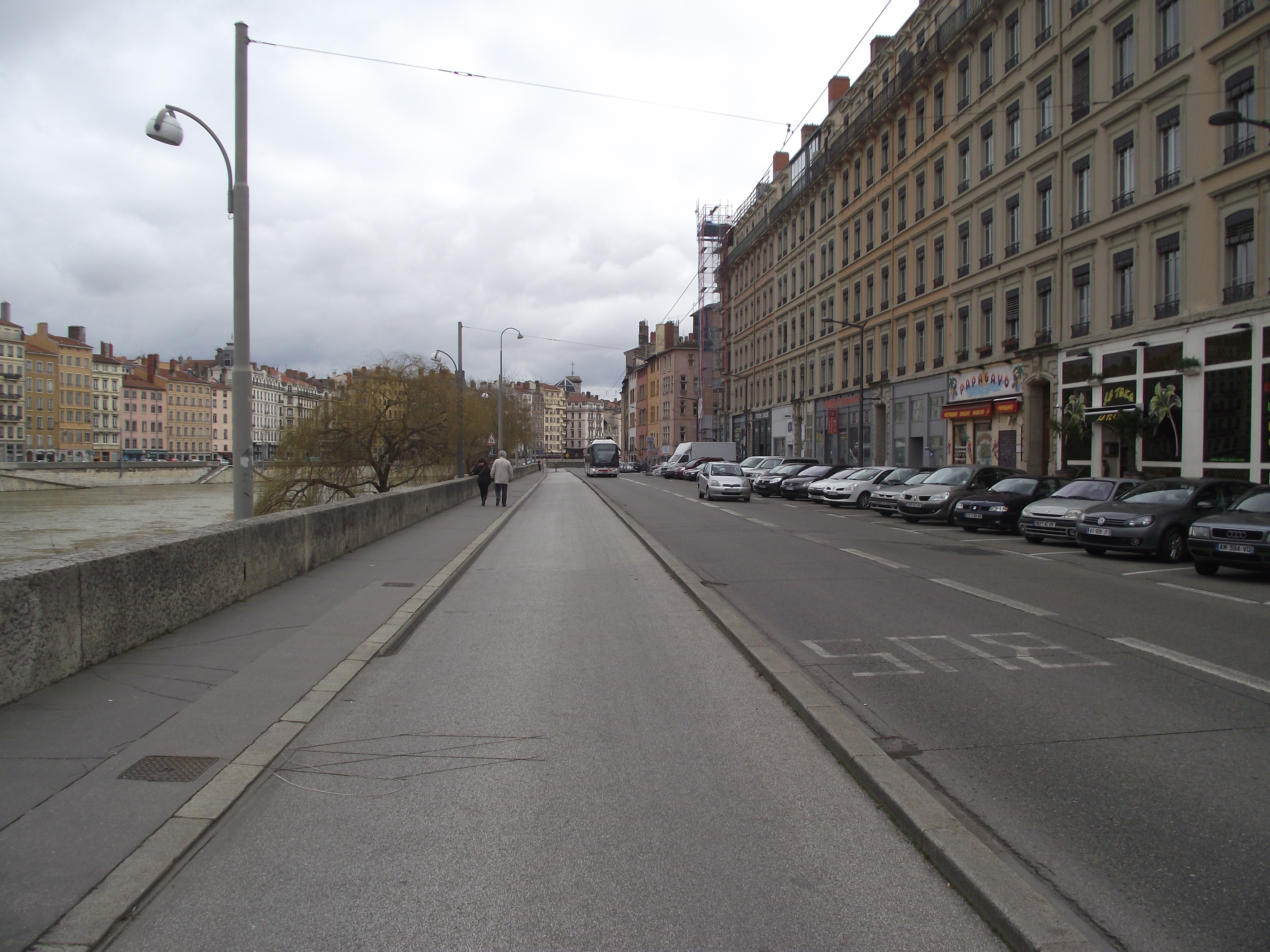
Le quai Pierre-Scize

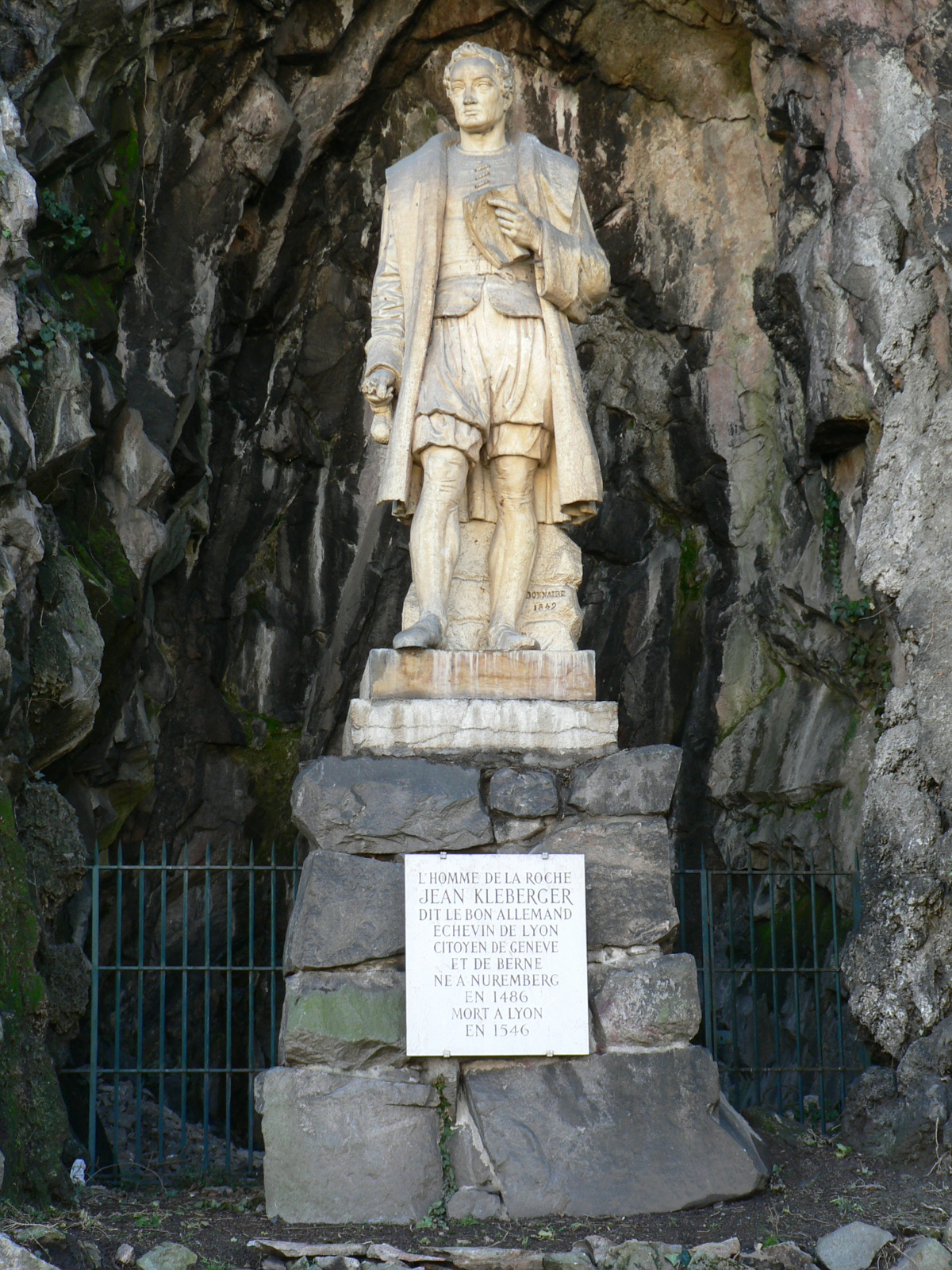
L'Homme de la roche

Le quai Pierre-Scize a inspiré son pseudonyme au journaliste Pierre Scize.
Sur le quai se trouve la statue de Jean Kleberger, plus connu des lyonnais sous le nom d'homme de la roche.